# Зенели, Эрфан
Эрфан Зенели (алб. Erfan Zeneli; 28 декабря 1986, Джяковица, Югославия) — финский футболист албанского происхождения, нападающий.

## Клубная карьера
Эрфан начинал свою карьеру в клубе «РоПС». До юношеской команды ХИКа он числился в «Яро». В 2005 году он был переведён в первую команду ХИКа. Его дебют состоялся 16 мая 2005 года в матче против клуба МюПа. В этой встрече он вышел на замену и забил гол, который принёс ничью его команде. Всего в своём первом сезоне Эрфан провёл пять матчей. Со следующего сезона он стал игроком основного состава. В 2009 году он был сослан в дубль ХИКа — «Клуби-04», но через год вернулся оттуда и снова стал игроком основного состава.

## Карьера в сборной
Эрфан выступал за молодёжную сборную Финляндии. В 2012 году форварда пригласили выступать за сборную Албании, но Зенели отказался от приглашения. 14 августа 2013 года он провёл свой первый матч за национальную сборную Финляндии, соперник — сборная Словении.

## Достижения
- Чемпион Финляндии (3): 2010, 2011, 2012
- Обладатель кубка Финляндии по футболу (3): 2006, 2008, 2011

## Статистика

### Клубная карьера
| Сезон | Клуб     | Лига          | Игры (голы) |
| ----- | -------- | ------------- | ----------- |
| 2005  | ХИК      | Вейккауслиига | 5 (1)       |
| 2006  | ХИК      | Вейккауслиига | 23 (2)      |
| 2007  | ХИК      | Вейккауслиига | 12 (0)      |
| 2008  | ХИК      | Вейккауслиига | 21 (0)      |
| 2009  | Клуби-04 | Юккёнен       | 25 (6)      |
| 2010  | Клуби-04 | Юккёнен       | 1 (1)       |
| 2010  | ХИК      | Вейккауслиига | 18 (4)      |
| 2011  | ХИК      | Вейккауслиига | 29 (8)      |
| 2012  | ХИК      | Вейккауслиига | 24 (1)      |
| 2013  | ХИК      | Вейккауслиига | 20 (5)      |

### Матчи за сборную
| Матчи Зенели за сборную Финляндии | Матчи Зенели за сборную Финляндии | Матчи Зенели за сборную Финляндии | Матчи Зенели за сборную Финляндии | Матчи Зенели за сборную Финляндии | Матчи Зенели за сборную Финляндии | Матчи Зенели за сборную Финляндии |
| --------------------------------- | --------------------------------- | --------------------------------- | --------------------------------- | --------------------------------- | --------------------------------- | --------------------------------- |
| №                                 | Дата                              | Оппонент                          | Счёт                              | Голы Зенели                       | Соревнование                      |                                   |
| 1                                 | 14 августа 2013                   | Словения                          | 2-0                               | 0                                 | Товарищеский матч                 |                                   |